# نهر كانيير
نهر كانيير يقع نهر كانيير في منطقة إقليم الساحل الغربي من الجزيرة الجنوبية (نيوزيلندا) في نيوزيلندا. مياه النهر تتدفق من بحيرة كانيير
باأتجاه الغرب وصولا إلى نهر هوكيتيكا والذي يبعد خمسة كيلومترات من ساحل بحر تسمان